# Покров (Середское сельское поселение)
Покров — деревня в Даниловском районе Ярославской области. Входит в состав Середского сельского поселения, относится к Федуринскому сельскому округу.

## География
Расположена в 8 км на север от центра поселения села Середа и в 20 км на юго-восток от райцентра города Данилова.

## История
Каменная церковь Покрова Пресвятой Богородицы с приделами Святителя Николая Чудотворца и Великомученика Димитрия Солунского в селе Покров в Бунькове была построена в 1809 году полковником гвардии Димитрием Ефграфовичем Поливановым. 
В конце XIX — начале XX века село входило в состав Федуринской волости Даниловского уезда Ярославской губернии.
С 1929 года село входило в состав Троицкого сельсовета Даниловского района, в 1944 — 1959 годах — в составе Середского района, с 1954 года — в составе Федуринского сельсовета, с 2005 года — в составе Середского сельского поселения.

## Население
| 1859 | 1914 | 2002 | 2007 | 2010 |
| ---- | ---- | ---- | ---- | ---- |
| 11   | ↗16  | ↘7   | ↗8   | ↗9   |

## Достопримечательности
В деревне расположена недействующая Церковь Покрова Пресвятой Богородицы (1809).